# 15907 Robot
15907 Robot (1997 TG10) là một tiểu hành tinh vành đai chính được phát hiện ngày 6 tháng 10 năm 1997 bởi P. Pravec ở Đài thiên văn Ondřejov.